# بزنیتسه
بزنیتسه (به صربی: Bzenice) یک روستا در صربستان است که در الکساندراواک واقع شده‌است. بزنیتسه ۴۲۱ نفر جمعیت دارد.